# カミニ・コウシャル
カミニ・コウシャル（Kamini Kaushal、1927年2月24日 - ）は、インドのヒンディー語映画で活動する女優。インド映画史上最も偉大な女優の一人に挙げられ、パルム・ドールを受賞した『下層都市』でデビューした後、『Biraj Bahu』でフィルムフェア賞 主演女優賞を受賞している。

## 生い立ち
ラホール出身で、2人の兄と3人の姉がいる。父のシーヴ・ラーム・カシャップはパンジャーブ大学の教授を務めており、「インド植物学の父」と呼ばれる著名な植物学者だった。彼は生涯で6種類の新種の植物を発見しており、1934年11月26日に死去した。
10代のころの自分について、『フィルムフェア』の取材に応じたカミニ・コウシャルは「寄り道している時間はなく、恋をする暇もありませんでした。水泳や乗馬、スケートを楽しんだり、10ルピーの報酬でアーカーシュワニのラジオドラマに出演したり、とても忙しい日々を過ごしていました」と語っており、成長後はラホール公立大学に進学して英文学の学位を取得している。その後、長姉が交通事故で死去し、残された2人の姪を育てるため、1948年に長姉の夫B・S・スードと結婚した。彼がボンベイ・ポート・トラストの技術主任として働いていたことから、カミニ・コウシャルはボンベイに移住し、マラガオンの邸宅で暮らすようになった。姪のクムクム・ソーマニは成人後、児童向けにマハトマ・ガンディーの哲学を紹介する作家となり、もう一人の姪カーヴィタ・サーヘニーは芸術家となった。B・S・スードとの間には3人の息子（ラーフル、ヴィドゥール、シュラヴァン）をもうけている。

## キャリア

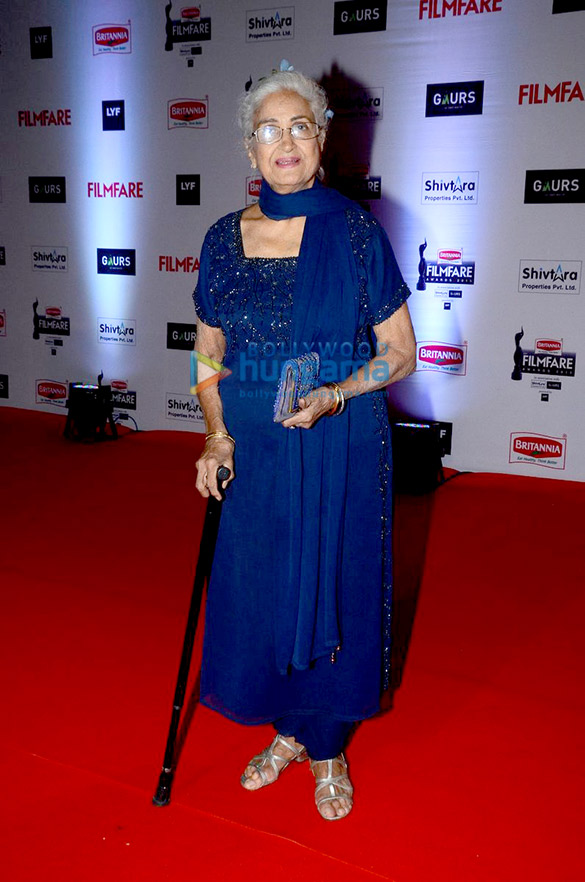
第61回フィルムフェア賞授賞式に出席するカミニ・コウシャル（2016年）

1942年から1945年にかけてデリーで舞台女優として活動し、これ以前の1937年から1940年にかけては「ウマ（Uma）」の芸名でラジオドラマに出演していた。彼女は幼少期に女優の道に進むことを望んでいたかを聞かれ、「私は知識階級の出身でした。父のS・R・カシャップはラホールの公立大学の教授で、科学審議会の会長でした。父は植物学の本を50冊ほど執筆していました。幼少のころ、家族は知識に重きを置いていたのですが、私がやろうとしていることについて、それがポジティブな事柄である限り、父は反対したりしませんでした」と後年振り返っている。また、大学時代の思い出について取材を受けた際には、「大学時代、私たちは戦争救済基金事業の一環として、演技を披露する機会がありました。その舞台には、主賓としてアショーク・クマールとリーラー・チトニスが招待されていました。舞台が終わった後、私たちは彼に会いに行きました。少し楽しもうと思ったんです。彼が学生たちと立ち話をしている後ろに回り込んで、彼の髪を引っ張ったんです。彼が振り向くと、私は何食わぬ顔で微笑んでました。彼が背を向けると、また同じことをして、彼を驚かせたんです。そのことを彼に告白したのは、何年も経ってからでした」と語っている。
彼女はチェタン・アーナンドの『下層都市』でヒロイン役に起用された。同作は結婚前から撮影が行われ、1946年に公開された。デビューに際し、彼女は芸名を「ウマ」から「カミニ（Kamini）」に変更したが、この理由について「この映画には、チェタンの妻ウマ・アーナンドも参加していました。私の名前もウマだったので、彼は別の名前を付けたがっていたんです。そこで私は、娘のクムクムとカーヴィタに合わせて"K"で始まる名前を付けて欲しいと頼んだんです」と語っている。同作の演技は高く評価され、モントリオール映画祭で賞を受賞している。『下層都市』に出演した経緯について、彼女は「この時期、まだラヴィ・シャンカルは新人で、誰かのために音楽を手掛けたことがありませんでした。また、ゾーラ・セーガルにとってもデビュー作でした。私とウマ・アーナンドは大学時代の同期で、チェタンはドゥーン・スクールで指導していて、兄からの紹介で彼と知り合ったんです」と語っている。『下層都市』公開後、カミニ・コウシャルはラホールに帰郷したが、その後も出演依頼が届いたため、ラホールからボンベイの撮影現場に通うようになった。1948年に結婚してからはボンベイに移住して活動するようになり、彼女は結婚後もヒロイン役を演じ続けた最初のインド人女優となった。また、ヒンディー語映画において学位を持った最初の高学歴女優としても映画史に名前を残している。ボンベイに移住後はT・K・マハーリンガム・ピッライからバラタナティヤムの指導を受け、1948年以降は多くの映画でアショーク・クマール、ラージ・カプール、デーヴ・アーナンド、ラージ・クマール、ディリープ・クマールと共演するようになった。
1947年から1955年にかけて出演した映画では、デーヴ・アーナンドとの共演作を除き、すべての作品で主演俳優よりも先に名前がクレジットされている。この時期にはディリープ・クマールとの共演が人気を集め、『Shaheed』『Pugree』『Nadiya Ke Paar』『Shabnam』『Arzoo』などのヒット作を生み出した。カミニ・コウシャルの人気は1947年に出演した『Do Bhai』で確立し、特にギーター・ロイが歌手を務めた「Mera Sundar Sapna Beet Gaya」の歌曲シーンが人気を集めており、このシーンは一発撮りで撮影されたといわれている。デーヴ・アーナンドと初めて共演したのは『Ziddi』であり、続いて共演した『Shair』ではスライヤに次ぐ第2ヒロイン役を演じた。また、ラージ・カプールの監督デビュー作『火』ではナルギス、ニガール・スルターナーと共に3人のヒロインの一人であるニルマラ役を演じ、『Jail Yatra』でも引き続きラージ・カプールと共演している。『Ziddi』の歌曲シーンではラタ・マンゲシュカルがカミニ・コウシャルの声を担当しており、彼女はこれについて「ラタは、『Ziddi』で初めて私のために歌ってくれました。彼女が主演女優の声を担当したのは、これが初めてだったんです。それまでは助演女優のために歌を披露していて、シャムシャド・ベーグムとスリンダル・コウルが私の声を担当していたんです。ですが、レコードのクレジットには彼女の名前は掲載されず、私が『Ziddi』で名乗っていた"アシャ（Asha）"の芸名が掲載されたんです。だから、多くの人々は私が歌っていたと思ったようです」と語っている。また、同作はラタ・マンゲシュカルが「Ye Kaun Aya Re」で初めてキショール・クマールとデュエットを組んだことでも知られている。また、1954年にはビマル・ロイの『Biraj Bahu』に出演し、フィルムフェア賞 主演女優賞を受賞している。
1946年から1963年にかけて成功を収めた作品には『Paras』『Namoona』『Jhanjar』『Aabru』『Night Club』『Jailor』『Jailor』『Bade Sarkar』『Bada Bhai』『Poonam』『Godaan』がある。このうち『Poonam』『Night Club』ではプロデューサーも務めており、アショーク・クマールを主演に起用している。『Chalis Baba Ek Chor』では軽妙な役柄を演じる一方、『Aas』『Ansoo』『Jailor』では一転してシリアスな役柄を演じている。また、ソーラブ・モディが監督・主演を務めた『Jailor』では、彼が演じる夫の高圧的な支配に追い詰められて不倫に走る妻を演じた。ムンシー・プレームチャンドの小説を原作とした『Godaan』にも出演し、ラヴィ・シャンカルが作曲家として参加したが、彼女が第二子を妊娠中だったことから撮影が一時中断された。1965年に出演した『Shaheed』では、マノージュ・クマール演じる主人公バガト・シンの母ヴィディヤーワティ役を演じた。このころからカミニ・コウシャルは演じる役柄をヒロイン役からサブキャラクターに変えていき、『Waris』『Vishwas』『Yakeen』『Aadmi Aur Insaan』『Uphaar』『Qaid』『Bhanwar』『Tangewala』『Heeralaal Pannalal』などに出演した。また、マノージュ・クマールとは『Shaheed』のほかに『Upkar』『Purab Aur Paschim』『Shor』『Roti Kapada Aur Makaan』『Dus Numbri』『Santosh』で共演している。このほか、1970年代にはインド児童映画協会の会長を務めた。2000年代以降は『Laaga Chunari Mein Daag』『チェンナイ・エクスプレス 〜愛と勇気のヒーロー参上〜』『Kabir Singh』に出演しており、『Kabir Singh』ではフィルムフェア賞 助演女優賞にノミネートされたほか、スター・スクリーン・アワード 助演女優賞を受賞している。
1984年にはグラナダ・テレビジョンのドラマシリーズ『The Jewel in the Crown』に出演したほか、2005年にはスタープラスの『Shanno Ki Shaadi』でディヴィヤ・ダッタ演じる主人公の祖母役を演じた。また、1989年から1991年にかけて人形劇の製作を手掛け、同番組は初の児童向けヒンディー語人形劇としてドゥールダルシャンで放送されている。

## フィルモグラフィー
- 下層都市（英語版）（1946年）
- Jail Yatra（1947年）
- Do Bhai（1947年）
- 火（英語版）（1948年）
- Shaheed（1948年）
- Pugree（1948年）
- Nadiya Ke Paar（1948年）
- Ziddi（1948年）
- Shair（1949年）
- Shabnam（1949年）
- Rakhi（1949年）
- Paras（1949年）
- Namoona（1949年）
- Arzoo（1950年）
- Bikhre Moti（1951年）
- Poonam（1952年）
- Shahenshah（1953年）
- Raja Ratan（1953年）
- Jhanjhar（1953年）
- Aansoon（1953年）
- Aas（1953年）
- Chalis Baba Ek Chor（1954年）
- Biraj Bahu（1954年）
- Sangam（1954年）
- Radha Krishna（1954年）
- Aabru（1956年）
- Bade Sarkar（1957年）
- Bada Bhai（1957年）
- Night Club（1958年）
- Jailor（1958年）
- Great Show of India（1958年）
- Bank Manager（1959年）
- Godaan（1963年）
- Shaheed（1965年）
- Janam Janam Ke Saathi（1965年）
- Bheegi Raat（1965年）
- Upkar（1967年）
- Aanchal Ke Phool（1968年）
- Vishwaas（1969年）
- Meri Bhabhi（1969年）
- Ek Shrimaan Ek Shrimati（1969年）
- Aadmi Aur Insaan（1969年）
- Do Raaste（1969年）
- Waris（1969年）
- Beti（1969年）
- Yakeen（1969年）
- Yaadgaar（1970年）
- Purab Aur Paschim（1970年）
- Ishq Par Zor Nahin（1970年）
- Heer Raanjha（1970年）
- Dharti（1970年）
- Uphaar（1971年）
- Bikhre Moti（1971年）
- Tangewala（1972年）
- Shor（1972年）
- Haar Jeet（1972年）
- Ek Mutthi Aasmaan（1973年）
- Anhonee（1973年）
- Roti Kapada Aur Makaan（1974年）
- Prem Nagar（1974年）
- Do Jhoot（1975年）
- Sanyasi（1975年）
- Qaid（1975年）
- Apne Rang Hazaar（1975年）
- Nehle Pe Dehla（1976年）
- Maha Chor（1976年）
- Kabeela（1976年）
- Dus Numbri（1976年）
- Bhanwar（1976年）
- Do Shatru（1976年）
- Chandi Sona（1977年）
- Gyanji（1977年）
- Swarg Narak（1978年）
- Rahu Ketu（1978年）
- Heeralaal Pannalal（1978年）
- Dil Aur Deewaar（1978年）
- Ahutee（1978年）
- Bagula Bhagat（1979年）
- Ahinsa（1979年）
- Takkar（1980年）
- Jalwa（1987年）
- Gulami Ki Zanjeerain（1987年）
- Santosh（1989年）
- Deshwasi（1991年）
- Humshakal（1992年）
- Gumrah（1993年）
- Har Dil Jo Pyar Karega（2000年）
- Chori Chori（2003年）
- Hawayein（2003年）
- Laaga Chunari Mein Daag（2007年）
- チェンナイ・エクスプレス 〜愛と勇気のヒーロー参上〜（2013年）
- Kabir Singh（2019年）
- Laal Singh Chaddha（2022年）

## 私生活
共演経験のあるディリープ・クマールとは親密な関係にあり、自伝の中でカミニ・コウシャルに交際を申し込んだことを明かしているが、彼女は既婚者であることや2人の姪を育てる必要があったことを理由に交際を拒否したという。これについて彼女は、「私たちは打ちのめされたんです。2人とも、とても幸せだったんです。私たちは素晴らしい関係を保っていました。では、どうすればよかったのでしょう?私はみんなを捨てて、"もういいや、行こう!"なんて言えません。私は、あの娘たちを引き取ったのですから。そんなことをしたら、姉に顔向けできません。私の夫は立派な人でしたから、何が起きたのか理解していました。誰もが恋に落ちるものですからね」と語っている。
姉がテージ・バッチャン（アミターブ・バッチャンの母）と学生時代の友人だったこともあり、映画界に進出後もバッチャン家とは親密な関係にある。また、ラーム・ムカルジーと何度も仕事を共にしたことから、彼の娘ラーニー・ムカルジーとも親交がある。

## 評価

### 人物評
カミニ・コウシャルはインド映画史上最も偉大な女優の一人に挙げられ、1940年代後半に最も出演料が高額な女優の一人だった彼女は、1947年・1948年に『Box Office India』の「トップ女優」の一人に選出されている。また、2015年にBBCの「100人の女性」の一人に選出されたほか、2022年には『アウトルック・インディア』の「ボリウッド女優ベスト75」の一人に選出されている。

### 受賞歴

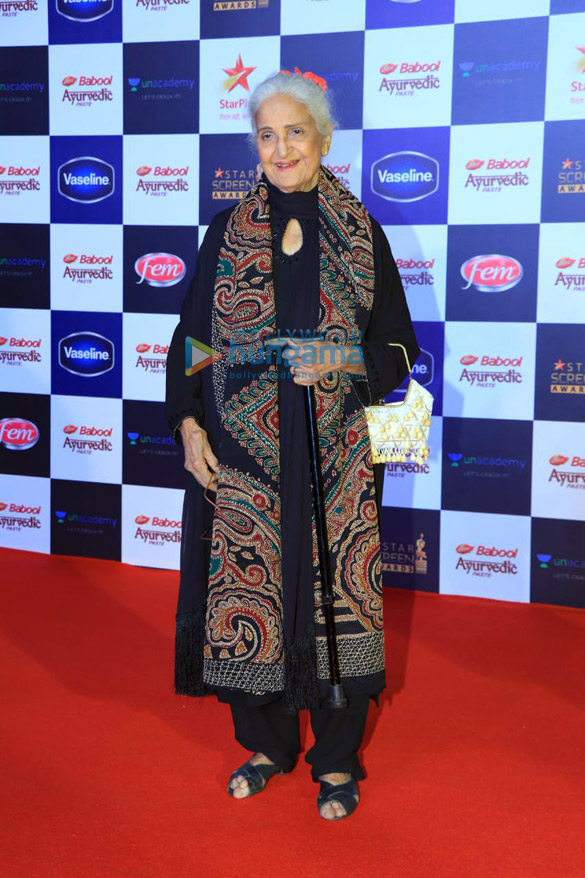
第26回スター・スクリーン・アワード授賞式に出席するカミニ・コウシャル（2019年）

| 年                               | 部門                           | 作品            | 結果       | 出典   |
| 栄典                             | 栄典                           | 栄典            | 栄典       | 栄典   |
| -------------------------------- | ------------------------------ | --------------- | ---------- | ------ |
| 2011年                           | カラカール賞                   | N/A             | 受賞       |        |
| 2013年                           | カルパナ・チャウラ優秀賞       | N/A             | 受賞       | [ 23 ] |
| フィルムフェア賞                 |                                |                 |            |        |
| 1956年                           | 主演女優賞                     | 『Biraj Bahu』  | 受賞       | [ 24 ] |
| 2015年                           | 生涯功労賞                     | N/A             | 受賞       | [ 25 ] |
| 2020年                           | 助演女優賞                     | 『Kabir Singh』 | ノミネート | [ 26 ] |
| スター・スクリーン・アワード     |                                |                 |            |        |
| 2019年                           | 助演女優賞                     | 『Kabir Singh』 | 受賞       | [ 27 ] |
| ベンガル映画ジャーナリスト協会賞 |                                |                 |            |        |
| 1966年                           | ヒンディー語映画部門助演女優賞 | 『Shaheed』     | 受賞       |        |

## 伝記
- Braham S. Sood; B. K. Karanjia (2000). An alien in Bollywood: an autobiography (of the spouse of Kamini Kaushal). UBS Publishers' Distributors. ISBN 9788174762764